# Комісура
Комісура (лат. commissura) — термін, який використовується в основному в анатомії, щоб визначити — в загальному сенсі — зв'язок між двома органами, структурами або нервовими центрами. У вузькому сенсі, це купки нервових волокон, що з'єднують елементи нервової системи, як правило, поздовжні нервові стовбури, ганглії одного сегменту (або однойменні ганглії у молюсків), парні (праву і ліву) структури головного мозку у хребетних. Так, наприклад, мозолисте тіло — найбільша комісура, що з'єднує праву і ліву півкулі кінцевого мозку у плацентарних ссавців. Комісуру добре видно у кільчастих хробаків і інших тварин зі східчастою нервовою системою (наприклад, членистоногих і плоских червів).